# Mac (film)
Mac è un film del 1992 diretto e interpretato da John Turturro, con Michael Badalucco e Carl Capotorto, vincitore della Caméra d'or per la miglior opera prima al 45º Festival di Cannes.
Il film ricalca la favola dei Tre Porcellini, ed è un palese omaggio al padre dello stesso Turturro e a tutti gli immigrati italiani, descritti magistralmente da John Fante nei suoi romanzi, tanto che alcune situazioni richiamano direttamente alcuni brani del suo capolavoro La confraternita dell'uva

## Trama
Il film racconta la storia di Niccolò Vitelli detto Mac, il maggiore di tre fratelli. Alla morte del padre, Niccolò diventa il capofamiglia ed i tre fratelli seguono lo orme del padre, carpentiere e muratore. All'inizio i tre fratelli lavorano per il signor Polowski, persona aggressiva e poco attenta alla qualità dei lavori che realizza. Questo convince i fratelli a fondare una loro società, la Vitelli Brothers Construction, cha sarà il contrario della ditta di Polowski. Mac inizia ad essere un lavoratore compulsivo e un perfezionista maniacale, con una preoccupante attenzione ai dettagli, ma la sua condotta allontana i suoi fratelli e divide la famiglia.

## Riconoscimenti
- Festival di Cannes 1992
  - Caméra d'or